# ژیلبر بلون
ژیلبر بلون (فرانسوی: Gilbert Bellone‎؛ زادهٔ ۲۷ دسامبر ۱۹۴۲) دوچرخه‌سوار اهل فرانسه است.